# Salim Maluf
Salim Maluf (,  — ,  foi um fundista brasileiro.
Salim Maluf venceu a 4º edição da Corrida Internacional de São Silvestre em 1928. Na história da São Silvestre aparecem nomes e fatos interessantes, como por exemplo a regra que bania a vinda de atletas estrangeiros para participar, mas não impedia que estrangeiros residentes na cidade de São Paulo participassem. Nesse contexto, um italiano, Heitor Blasi, foi o único estrangeiro a vencer a prova antes de 1947, ano em que a participação de estrangeiros passou a ser permitida. Salim Maluf, o vencedor da prova de 1928, ao que consta, era brasileiro. Porém, nas primeiras décadas do século XX, havia muitos imigrantes estrangeiros em São Paulo, e Salim Maluf poderia ser um desses imigrantes ou filho de imigrantes.